# プレデター: 1718
『プレデター: 1718』（Predator: 1718）は、ダークホースコミックス社からダークホースの10周年記念として出版された『Decade of Dark Horse』#1に掲載された作品である。
映画『プレデター』に登場する架空の宇宙生物プレデターに関する、1エピソードを描いている。原作者はヘンリー･ギルロイ、作画はイゴール･コーディ。2007年に出版された『プレデター総集編』#2にも収録されている。
コミック版（1996年7月1日）のほかにも短編小説版（1997年4月1日）があるが、本項では上記のコミック作品について解説する。
内容は、『プレデター2』でロサンゼルスに出現したプレデターを撃退したマイク・ハリガン警部補に、仲間の遺体を回収しに来たエルダー・プレデターから“Take it.”（受け取れ）の言葉と共に贈られたフリントロック式銃の由来を描いたもの。銃には“Raphael Adolini 1715” （ラファエル・アドリーニ 1715年）と刻まれており、その銃のかつての持ち主、モロッコ系イタリア人海賊のラファエル・アドリーニとプレデターとの遭遇が描かれる。アドリーニは海賊船の船長であり、フリントロック銃は1715年4月に彼が他の海賊船を襲った際の戦利品で、以後は彼の愛銃だったとされる。なお、過去には伝説の海賊アイヴァー・ラグナーソンの持ち物だったという設定もある。
2019年4月にフェーズシックス出版から発売された『プレデター クラシックコレクション〈VOLUME1〉コンクリートジャングル』に日本語翻訳版が収録された。

## あらすじ
1718年、ラファエル・アドリーニに率いられた海賊の一団が、アフリカ・ギニア沖のとある島へ上陸した。しかし、島には木陰から一団の様子を窺う謎の影があった。
まもなく、アドリーニの手下の海賊たちは教会から奪った宝の分け前を巡って対立したアドリーニに襲いかかるが、単身で奮闘する彼の前へ影＝プレデターが半透明の姿を現し、剣を振るって手下の海賊たちを殺戮し始めた。異様なその姿に手下の海賊たちは、天使か、神その人かと一度はおののくものの、やがてアドリーニもろとも抹殺すべく襲いかかってきたため、アドリーニとプレデターは意図せず共闘することとなる。闘いが終わったとき、その場に立っていたのはアドリーニとプレデターだけだった。
互いに生き残り、最後の勝者を決めようと2人が剣を向け合ったそのとき、隠れて生き残っていた手下の海賊の銃弾がアドリーニの背を貫いた。手下の海賊は宝箱を手に船へ走るが、その背はプレデターに撃ち抜かれる。
倒れたアドリーニは、愛用のフリントロック銃を手に、プレデターへ“Take it.”と言い残して絶命する。銃を受け取ったプレデターは、アドリーニを葬ると自身の剣を彼の墓へ投げ、“Take it.”とつぶやくのだった。